# Малл, Мартин
Мартин Юджин Малл (англ. Martin Eugene Mull; 18 августа 1943 — 27 июня 2024) — американский актёр, комик, певец и художник.

## Ранние годы
Будущий актёр родился в Чикаго, в семье актрисы Бетти и Гарольда Малла, плотника. Он переехал со своей семьей в Северный Риджвилл, штат Огайо, когда ему было два года. Когда ему исполнилось 15 лет, его семья переехала в Нью-Ханаан, штат Коннектикут, где он окончил старшую школу. Обучался живописи и окончил в 1965 году школу дизайна Род-Айленда со степенью бакалавра изобразительных искусств и в 1967 году получил степень магистра в этой же области.

## Карьера
В первой половине 70-х Малл успешно выступал в качестве певца. В 1973 он выступал на разогреве у Рэнди Ньюмана и Сэнди Денни в Бостонском симфоническом зале.
С 1997 по 2000  Малл снимался в телевизионном сериале «Сабрина — маленькая ведьма» в роли Вилларда Крафта, завуча (а позднее — директора) школы Вестбриджа. С 2013 по 2014 играл одну из центральных ролей в недолго просуществовавшем комедийном сериале «Папаши». В 2016 году Малл получил номинацию на премию «Эмми» за гостевую роль в пятом сезоне сериала «Вице-президент».
Также был известен благодаря озвучиванию известных мультсериалов: он подарил свой голос таким персонажам, как Сет в эпизоде «Симпсонов» «D’oh-in in the Wind» (1998), мистер Гаррис в эпизоде «Гриффинов» «If I’m Dyin', I’m Lyin'» (2000), Деннис Такер в эпизоде «Дикой семейки Торнберри» «Birthday Quake» (2000) и многим другим. Наиболее длительное время он озвучивал священника Донована в мультсериале «Американский папаша!» (с 2005 по 2011).
Также Маллу довелось озвучивать и главную роль — Скипа Бинсфорда в мультсериале CBS «Домашний пёс», однако он был закрыт после первого сезона в 1993.

## Личная жизнь

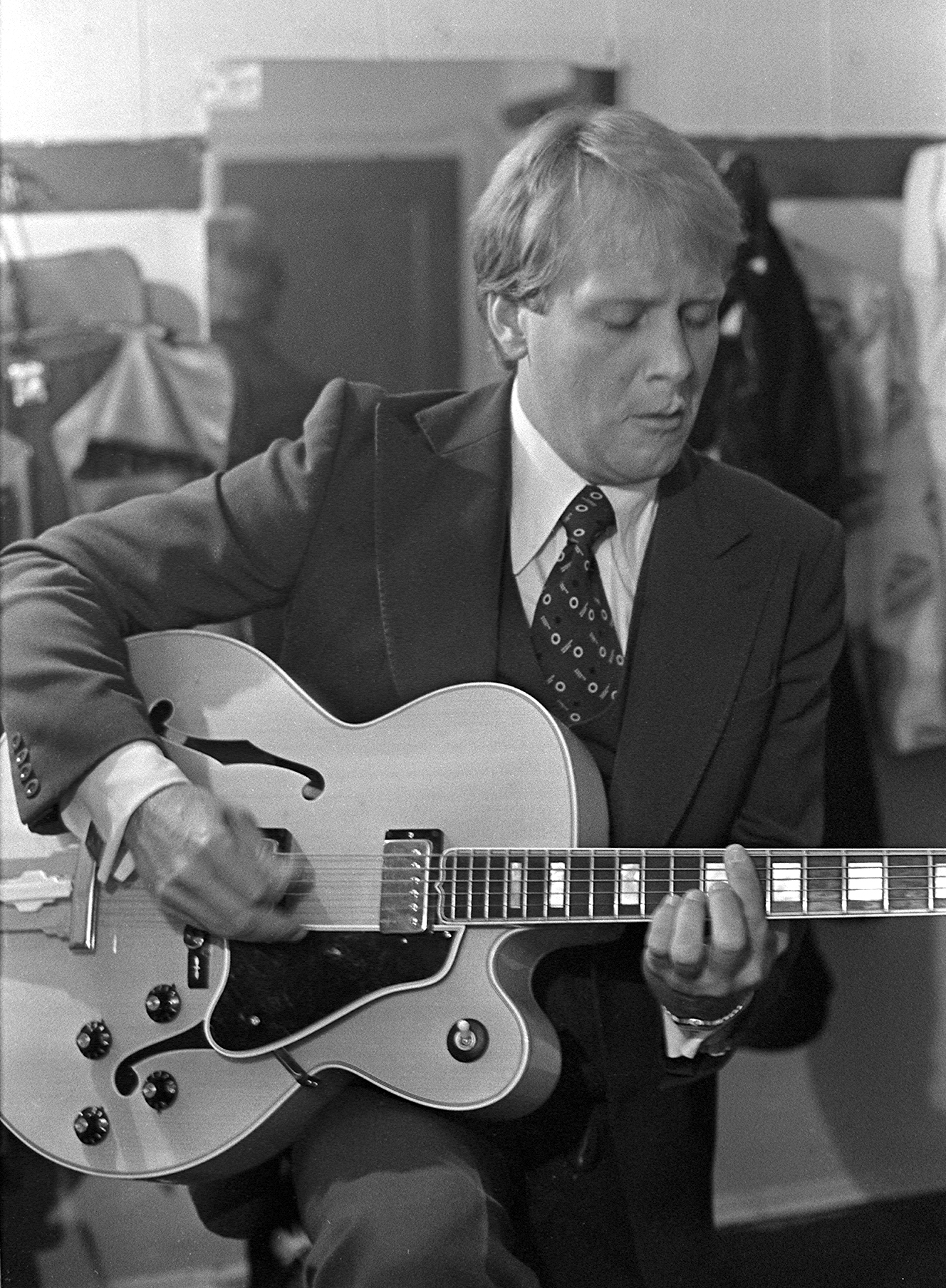
Малл в 1976 году

Прежде дважды разведённый, в 1982 году женился на Венди Хаас. У пары  есть дочь, Мэгги.
Малл — агностик.
Малл скончался в своём доме в Лос-Анджелесе 27 июня 2024 года, «после доблестной борьбы с продолжительной болезнью».

## Фильмография
| Год       |    | Русское название                    | Оригинальное название             | Роль                                 |
| --------- | -- | ----------------------------------- | --------------------------------- | ------------------------------------ |
| 1979      | с  | Такси                               | Taxi                              | Роджер Чепман                        |
| 1983      | ф  | Мистер мама                         | Mr. Mom                           | Рон Ричардсон                        |
| 1983      | ф  | Частная школа                       | Private School                    | аптекарь (в титрах не указан)        |
| 1985      | ф  | Улика                               | Clue                              | полковник Мастард                    |
| 1989      | ф  | Сокращая класс                      | Cutting Class                     | Уильям Карсон III                    |
| 1990      | ф  | Парень со странностями              | Far Out Man                       | доктор Лиддлдик                      |
| 1990      | с  | Золотые девочки                     | The Golden Girls                  | Джимми                               |
| 1991—1997 | с  | Розанна                             | Roseanne                          | Леон Карп                            |
| 1992      | ф  | Чудо-пляж                           | Miracle Beach                     | Дональд Бёрбанк                      |
| 1993      | мс | Домашний пёс                        | Family Dog                        | Скип Бинсфорд (голос)                |
| 1993      | ф  | Миссис Даутфайр                     | Mrs. Doubtfire                    | Джастин Грегори                      |
| 1994      | тф | Весёлые деньки на Диком Западе      | How the West Was Fun              | Барт Гифули                          |
| 1996      | ф  | Подарок на Рождество                | Jingle All the Way                | диджей на радио «KQRS-FM»            |
| 1996      | ф  | 101 далматинец                      | 101 Dalmatians                    | ведущий телешоу о дикой природе      |
| 1997      | тф | Робинзоны из Беверли-Хиллз          | Beverly Hills Family Robinson     | Даг Робинсон                         |
| 1997—2000 | с  | Сабрина — маленькая ведьма          | Sabrina, the Teenage Witch        | завуч (директор) школы Виллард Крафт |
| 1998      | ф  | Богатенький Ричи 2                  | Richie Rich's Christmas Wish      | Ричард Рич-старший                   |
| 1998      | мс | Симпсоны                            | The Simpsons                      | Сет (голос)                          |
| 2000      | мс | Гриффины                            | Family Guy                        | мистер Гаррис (голос)                |
| 2000      | мс | Дикая семейка Торнберри             | The Wild Thornberrys              | Деннис Такер (голос)                 |
| 2002      | с  | Клава, давай!                       | Less Than Perfect                 | Бадди Кейси                          |
| 2002—2003 | с  | Жизнь с Бонни                       | Life with Bonnie                  | Ле Норд                              |
| 2004—2019 | с  | Замедленное развитие                | Arrested Development              | частный детектив Джин Пармесан       |
| 2005—2011 | мс | Американский папаша!                | American Dad!                     | отец Донован (голос)                 |
| 2006      | ф  | Странные родственники               | Relative Strangers                | Джеффри Мортон                       |
| 2008      | с  | Закон и порядок: Специальный корпус | Law & Order: Special Victims Unit | доктор Гидеон Хаттон                 |
| 2008—2009 | с  | Холостяк Гари                       | Gary Unmarried                    | Чарли                                |
| 2010      | ф  | Киллеры                             | Killers                           | Холбрук                              |
| 2011      | с  | Безумная любовь                     | Mad Love                          | Курт Грабовски                       |
| 2013—2014 | с  | Папаши                              | Dads                              | Кроуфорд Уиттмор                     |
| 2015—2017 | с  | Жизнь в деталях                     | Life in Pieces                    | Гэри Тимпкинс                        |
| 2015      | с  | Сообщество                          | Community                         | Джордж Перри                         |
| 2016      | с  | Вице-президент                      | Veep                              | Боб Брэдли                           |
| 2016—2020 | с  | Ранчо                               | The Ranch                         | Джерри                               |
| 2017      | с  | Морская полиция: Лос-Анджелес       | NCIS: Los Angeles                 | Эдвард «Эдди» О’Бойл                 |
| 2018—2019 | с  | Крутые ребята                       | The Cool Kids                     | Чарли                                |
| 2020      | с  | Бруклин 9-9                         | Brooklyn Nine-Nine                | Уолтер Перальта                      |